# مفتاح غزالة
مفتاح سعد غزالة  من مواليد 3 أكتوبر 1977 في طرابلس، ليبيا، وهو لاعب كرة قدم ليبي يلعب حاليا لنادي الاتحاد ويلعب أيضا في المنتخب الليبي لكرة القدم.

## وصلات خارجية
- مفتاح غزالة على موقع قاعدة بيانات كرة القدم.إي يو (الإنجليزية)
- مفتاح غزالة على موقع ناشيونال فوتبول تيمز (الإنجليزية)